# Олинда
Олинда е град-община в бразилския щат Пернамбуко, метрополис на Ресифи с 397268 жители, бидейки един от най-добре запазените колониални градове в Бразилия. Той е вторият бразилски град обявен за част от световното историческо и културно наследство от ЮНЕСКО през 1982 година, след Оуро Прето, в Минас Жерайс.